# Horve-Denkmal Stavanger

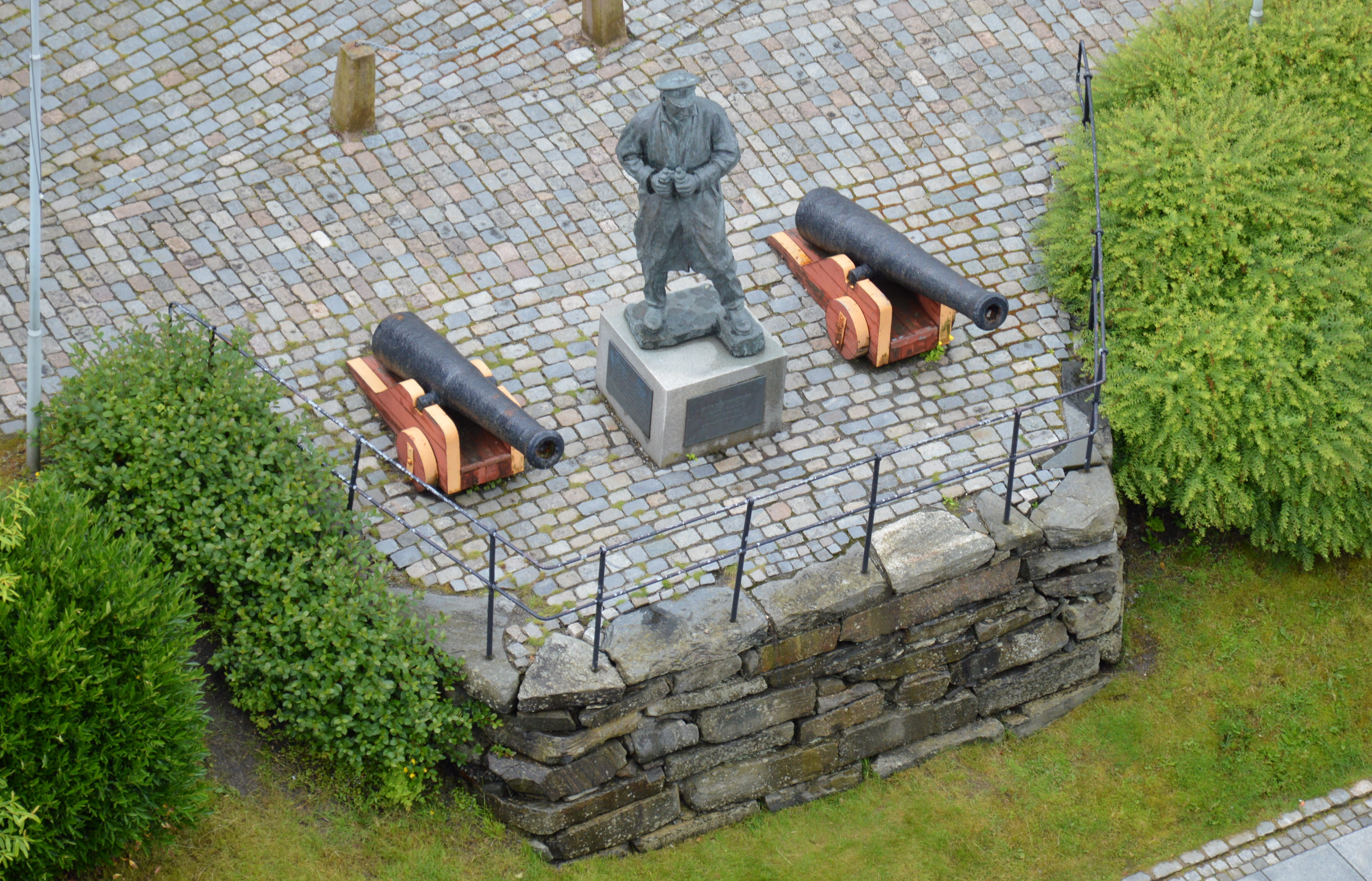
Denkmal von Admiral Thore Horve, Blick von oben, 2017

Das Horve-Denkmal ist ein Denkmal in der norwegischen Stadt Stavanger. Es befindet sich etwas erhöht am Westufer des Hafens Vågen an der nordöstlichen Seite des Stadtteils Gamle Stavanger und erinnert an den norwegischen Admiral
Thore Horve (1899–1990).
Die von zwei Kanonen flankierte, Thore Horve darstellende Bronzefigur wurde vom Bildhauer Per Ung geschaffen. Die Figur steht auf einem Sockel und schaut auf den Hafen. Mit den Kanonen wirkt sie, als beabsichtige sie, den Hafen zu beschützen. Horve wird wegen seiner Verdienste im Zweiten Weltkrieg geehrt. Außerdem bemühte er sich nach Kriegsende um das Wohlergehen von Marineveteranen.